# Frühlingsfest Elsterwerda

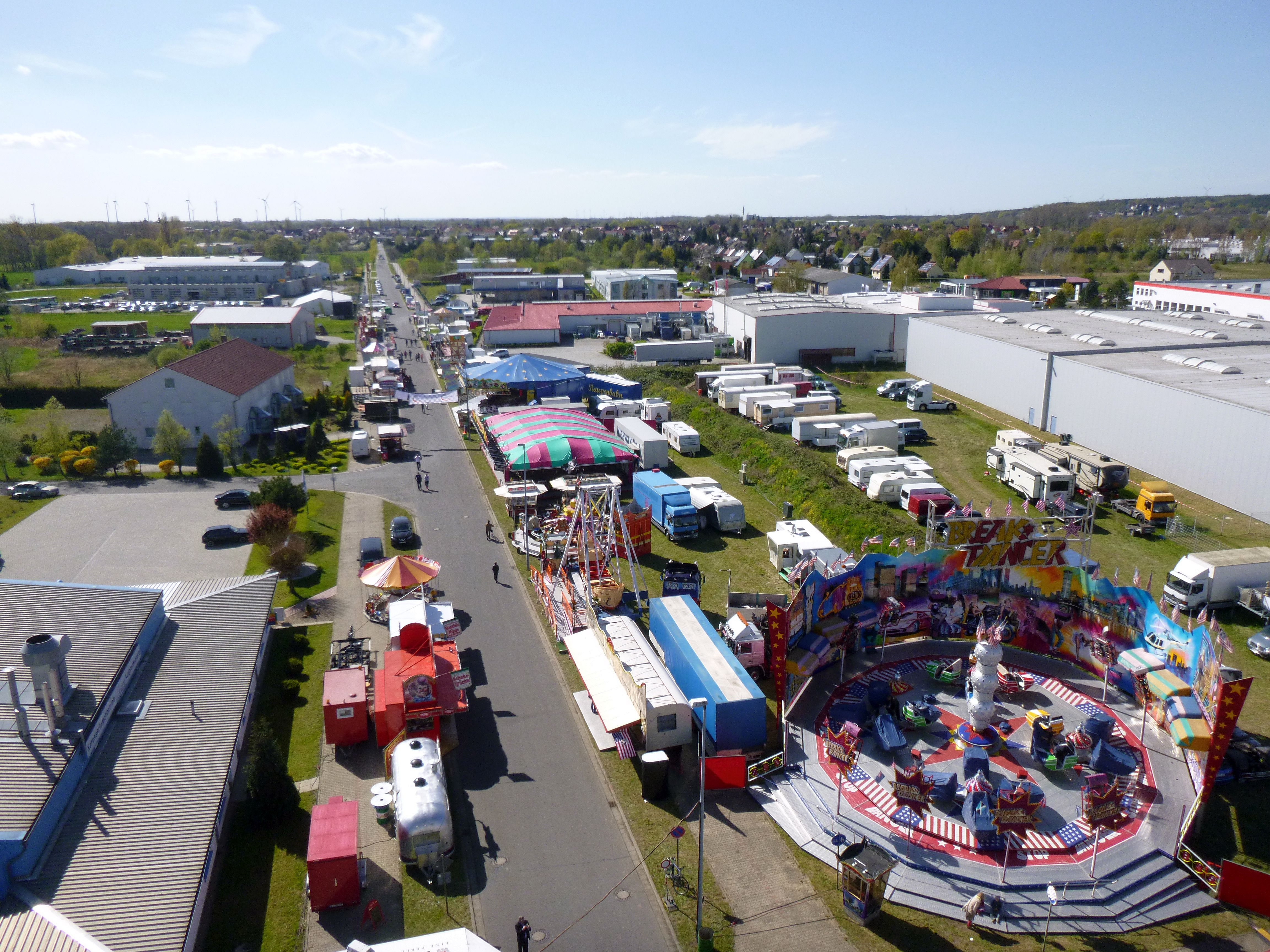
Das Elsterwerdaer Gewerbegebiet-Ost zum Frühlingsfest 2016.

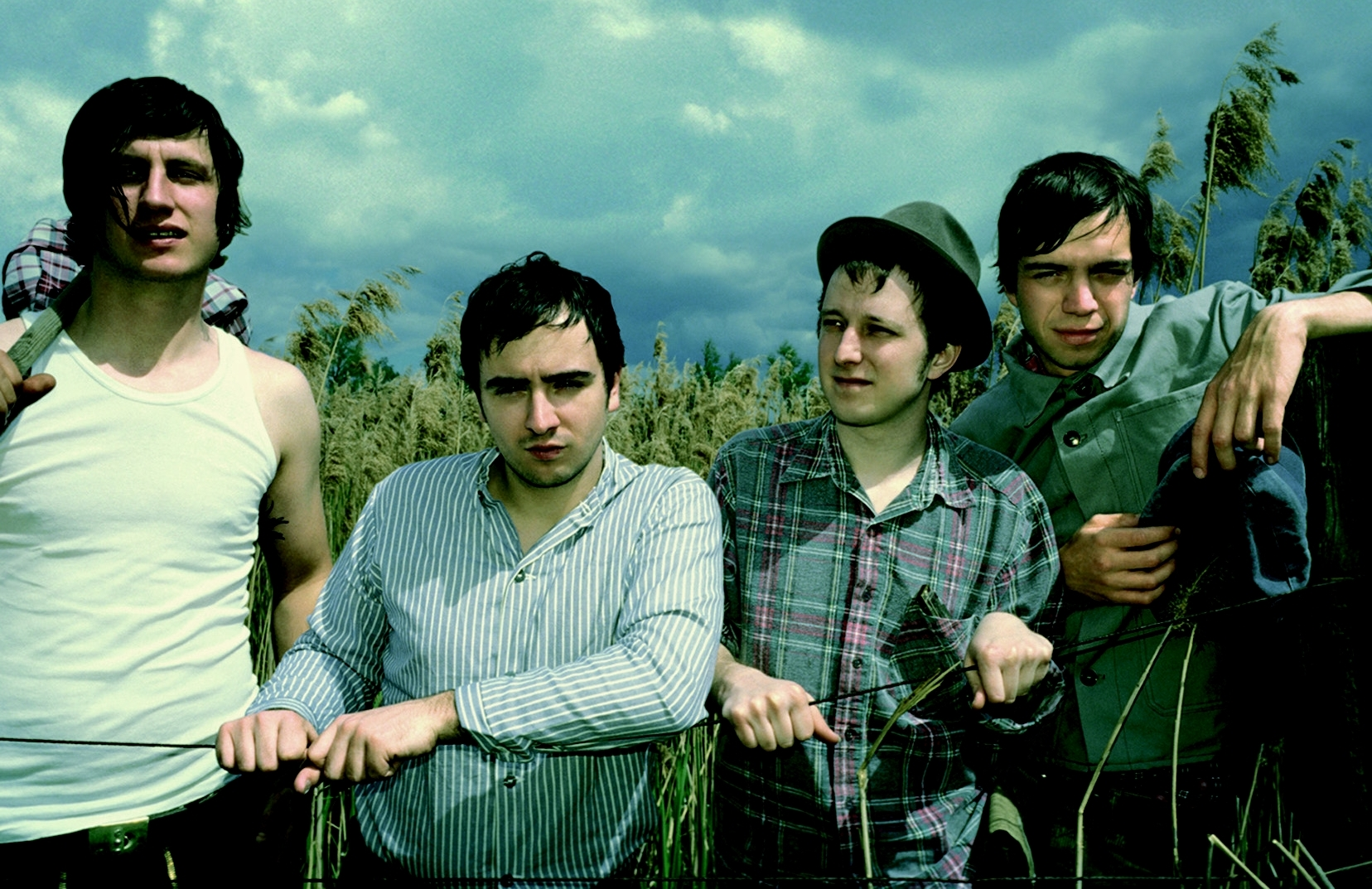
Die Indie-Pop-Band VirginiaJetzt!

Das Elsterwerdaer Frühlingsfest ist eine zweitägige Wirtschaftsschau die alljährlich im April in der südbrandenburgischen Kleinstadt Elsterwerda im Landkreis Elbe-Elster stattfindet.
Das im Jahr 2010 von der 24 Mitglieder umfassenden Werbegemeinschaft Industrie- und Gewerbegebiet e. V. Ost organisierte Fest im Elsterwerdaer 152 Hektar großem Gewerbegebiet-Ost ist eine der größten Veranstaltungen der Region und zieht alljährlich mehr als zwanzigtausend Besucher aus der Stadt und deren Umgebung an.
2016 fand das Fest zum zwanzigsten Mal statt. Einheimische Firmen, die vorwiegend im Gewerbegebiet ansässig und Mitglieder des Vereins sind, nutzen das Wochenende, um sich und ihre Produkte der Öffentlichkeit zu präsentieren. Im Rahmen des Frühlingsfestes ist es oft auch möglich sich deren Produktionsanlagen anzusehen. 
Im Programm sind meist neben mehreren kulturellen Veranstaltungen ein großer Vergnügungsmarkt, ein Flohmarkt, Hubschrauberrundflüge und andere von den Firmen organisierte Attraktionen, wodurch das Frühlingsfest inzwischen einen volksfestähnlichen Charakter bekommen hat. 
Von 1999 bis 2009 fand im Rahmen der Veranstaltung das regionale Rockfestival „Woodstock in Elsterwerda“ statt, was Nachwuchsbands aus dem Landkreis Elbe-Elster die Möglichkeit gibt sich zu präsentieren. So hatte hier unter anderem auch die später erfolgreiche Indie-Pop-Band Virginia Jetzt! am Anfang ihrer Karriere mehrere Auftritte. Weitere regionale Bands, die beim Woodstock in Elsterwerda teilnahmen, sind The Watts, Rebell, Audible und The EGs. 2010 wurde auf das Woodstock-Festival erstmals verzichtet.
Eine coronabedingte Pause gab es in den Jahren von 2020 bis 2022, sodass das 24. Frühlingsfest erst am Wochenende vom 21. zum 23. April 2023 stattfinden konnte. Am Neustart des Frühlingsfestes beteiligten sich 20 Firmen. Der am Gründerzentrum Elsterwerda stattfindende Schaustellermarkt hatte 25 Stände. Aus finanziellen musste in diesem Jahr auf ein Festzelt verzichtet werden.